# Genoa (Town, Vernon County)
Die Town of Genoa ist eine von 21 Towns im Vernon County im US-amerikanischen Bundesstaat Wisconsin. Im Jahr 2010 hatte die Town of Genoa 789 Einwohner.
Town hat in Wisconsin eine grundlegend andere Bedeutung, als im übrigen englischsprachigen Bereich. Vielmehr entspricht sie den in den anderen US-Bundesstaaten üblichen Townships, die nach dem County die nächstkleinere Verwaltungseinheit bilden.

## Geografie
Die Town of Genoa liegt im Südwesten Wisconsins am Mississippi, der die Grenze zu Minnesota und Iowa bildet.
Die Town of Genoa liegt in der Driftless Area genannten eiszeitlich geformten Region, die sich über das südöstliche Minnesota, das südwestliche Wisconsin, das nordöstliche Iowa und das äußerste nordwestliche Illinois erstreckt. Bei der letzten Eiszeit, der so genannten Wisconsin Glaciation, blieb die Region eisfrei, sodass sich die Flusstäler auch während dieser Zeit tiefer in das Plateau einschneiden konnten.
Die geografischen Koordinaten des Zentrums der Town of Genoa sind 43°32′55″ nördlicher Breite und 91°10′06″ westlicher Länge. Sie erstreckt sich über eine Fläche von 94,1 km², die sich auf 90,6 km² Land- und 3,5 km² Wasserfläche verteilen. Die selbstständige Gemeinde Genoa, auf deren Gebiet das 1987 stillgelegte  Kernkraftwerk La Crosse liegt, wird von der Town of Genoa umschlossen, ohne dass die Gemeinde der Town angehört.
Die Town of Genoa liegt im Westen des Vernon County und grenzt an folgende Nachbartowns und -townships:
| Crooked Creek Township (Houston County, Minnesota) | Town of Bergen                              |                  |
| Jefferson Township (Houston County, Minnesota)     | Kompassrose, die auf Nachbargemeinden zeigt | Town of Harmony  |
| Iowa Township (Allamakee County, Iowa)             | Town of Wheatland                           | Town of Sterling |

## Verkehr
Der entlang des Mississippi verlaufende Wisconsin State Highway 35 bildet hier den Wisconsin-Abschnitt der Great River Road. Der aus östlicher Richtung kommende Wisconsin State Highway 56 erreicht mit der Einmündung in den WIS 35 in Genoa seinen westlichen Endpunkt. Daneben verlaufen noch die County Highways O und K durch die Town. Alle weiteren Straßen sind untergeordnete Landstraßen sowie teils unbefestigte Fahrwege.
Entlang des Mississippi verläuft für den Frachtverkehr eine Eisenbahnlinie der BNSF Railway, der zweitgrößten Eisenbahngesellschaft des Landes.
Die nächsten Flughäfen sind der La Crosse Regional Airport (rund 40 km nördlich), der Rochester International Airport in Rochester, Minnesota (rund 150 km westnordwestlich) und der Dane County Regional Airport in Wisconsins Hauptstadt Madison (rund 190 km ostsüdöstlich).

## Bevölkerung
Nach der Volkszählung im Jahr 2010 lebten in der Town of Genoa 789 Menschen in 307 Haushalten. Die Bevölkerungsdichte betrug 8,7 Einwohner pro Quadratkilometer. In den 307 Haushalten lebten statistisch je 2,57 Personen.
Ethnisch betrachtet setzte sich die Bevölkerung zusammen aus 98,6 Prozent Weißen, 0,1 Prozent (eine Person) Afroamerikanern, 0,1 Prozent amerikanischen Ureinwohnern, 0,5 Prozent Asiaten sowie 0,1 Prozent aus anderen ethnischen Gruppen; 0,5 Prozent stammten von zwei oder mehr Ethnien ab. Unabhängig von der ethnischen Zugehörigkeit waren 1,3 Prozent der Bevölkerung spanischer oder lateinamerikanischer Abstammung.
26,0 Prozent der Bevölkerung waren unter 18 Jahre alt, 57,1 Prozent waren zwischen 18 und 64 und 16,9 Prozent waren 65 Jahre oder älter. 47,7 Prozent der Bevölkerung war weiblich.
Das mittlere jährliche Einkommen eines Haushalts lag bei 51.250 USD. Das Pro-Kopf-Einkommen betrug 23.580 USD. 7,4 Prozent der Einwohner lebten unterhalb der Armutsgrenze.

## Ortschaften in der Town of Genoa
Neben Streubesiedlung existieren in der Town of Genoa keine weiteren Siedlungen.